# Legión (novela)
Legión es una novela de tintes de novela policíaca, con grandes tensiones psicológicas escrita por William Peter Blatty; editada en 1983. Considerada una secuela de "El exorcista", comparte con esta varios personajes como el detective Bill Kinderman, los padres Joseph Dyer, Damien Karras y la ciudad de Georgetown. 
Llevada al cine en 1990, dirigida por el mismo Blatty, mediante una película distribuida con el nombre de El exorcista III a pesar de que en el texto original no existe referencia a esa práctica. Por conveniencia de los productores, Blatty se vio obligado a modificar el guion de la película para integrar un exorcismo, lo cual demeritó la película y le ocasionó malas críticas.

## Historia
La novela transcurre en el lapso de una semana en Georgetown, distrito de Washington, lugar donde también se lleva a cabo la historia de El exorcista. El oficial de policía Bill Kinderman es el protagonista y encargado de resolver una serie de crímenes iniciados en el río Potomac. La segunda víctima es un niño afroamericano de doce años a quien torturaron y cortaron el dedo índice. Las características del crimen hacen recordar al asesino Géminis, quien fue dado por muerto después de saltar desde el Golden Gate en San Francisco, a pesar no haberse encontrado su cuerpo. Las siguientes víctimas son dos sacerdotes católicos: uno de ellos un viejo conocido: el padre Joseph Dyer.
El oficial Kinderman, envuelto en meditaciones filosóficas sobre el bien y el mal, encontrará pistas que lo llevarán a un hospital psiquiátrico y a un grupo de sospechosos que lo pondrán a prueba. Un ambiente fantasmal y brutal, personas que se creían muertas son parte de la trama de esta novela que nos hacen dudar sobre las diferencias entre una enfermedad mental y lo sobrenatural.